# Pernille Harder (badmintonspiller)
 Der er flere personer med dette navn, se Pernille Harder.
Pernille Harder (født 3. september 1977) er en dansk badmintonspiller.
Hun repræsenterede Danmark under OL 2004 i Athen, hvor hun sammen med Mette Schjoldager blev slået ud i anden runde i damedoubleturneringen.